# Marlowe, un detectiu molt privat
 Marlowe, un detectiu molt privat  (títol original en anglès: Marlowe) és una pel·lícula policíaca dirigida per Paul Bogart el 1969, el personatge principal de la qual és interpretat per James Garner, i el personatge secundari per Bruce Lee. Ha estat doblada al català.

## Argument
Philip Marlowe és un detectiu privat que porta la investigació sobre un assassí a sou anomenat Winslow Wong. Explorant diverses pistes, descobreix llavors alguns dels seus homicidis i que un dels parents d'una família hi és detingut. Aleshores l'homicida imaginarà una estratagema molt "mística".

## Repartiment
- James Garner: Philip Marlowe
- Gayle Hunnicutt: Mavis Wald
- Carroll O’Connor: Tinent Christi French
- Rita Moreno: Dolores Gonzáles
- Sharon Farrell: Orfamay Quest
- William Daniels: M. Crowell
- H.M Wynant: Sonny Steelgrave
- Jackie Coogan: Grant W. Hicks
- Kenneth Tobey: Sergent Fred Beifus
- Bruce Lee: Winslow Wong
- Christopher Cary: Chuck
- George Tyne: Oliver Hady
- Corinne Camacho: Julie
- Paul Stevens: Doctor Vincent Lagardie
- Roger Newman: Orrin Quest
- Read Morgan: Gumpshaw